# Reposacucharas
Un reposacucharas o reposador, es un artículo de cocina que sirve para colocar cucharas y otros utensilios de cocina, y evitar dejarlas directamente sobre la encimera y que la cuchara toque cualquier contaminante.